# The Tennessean
 (février 2017).
The Tennessean est un journal quotidien américain publié à Nashville depuis 1907. Jusqu'en 1972, il s'appelait The Nashville Tennessean.